# Acheilognathus
Acheilognathus es un género de peces de la familia de los Cyprinidae en el orden de los Cypriniformes que comprende varias especies. El nombre proviene del griego: «a» significa «sin», «cheilos», «labios» y «gnathos», mandíbula.

## Morfología
Los peces de este género miden entre 5 y 27 cm. Son pequeños y se parecen en forma a los peces del género Puntius.

## Especies
- Acheilognathus asmussii - Dybowski, 1872
- Acheilognathus barbatulus - Günther, 1873
- Acheilognathus barbatus - Nichols, 1926
- Acheilognathus bergi
- Acheilognathus chankaensis
- Acheilognathus fasciodorsalis
- Acheilognathus imfasciodorsalis
- Acheilognathus mesembrinum
- Acheilognathus typus
- Acheilognathus binidentatus - Li in Wang et al., 2001
- Acheilognathus brevicaudatus - Chen and Li, 1987
- Acheilognathus cyanostigma - Jordan and Fowler, 1903
- Acheilognathus deignani - Smith, 1945
- Acheilognathus elongatoides - Kottelat, 2001
- Acheilognathus elongatus - Regan, 1908
- Acheilognathus gracilis - Nichols, 1926
- Acheilognathus hypselonotus - Bleeker, 1871
- Acheilognathus imberbis - Günther, 1868
- Acheilognathus koreensis - Kim and Kim, 1990
- Acheilognathus kyphus - Mai, 1978
- Acheilognathus longibarbatus - Mai, 1978
- Acheilognathus longipinnis - Regan, 1905
- Acheilognathus macromandibularis - Doi, Arai and Liu, 1999
- Acheilognathus macropterus - Bleeker, 1871
- Acheilognathus majusculus - Kim and Yang, 1998
- Acheilognathus melanogaster - Bleeker, 1860
- Acheilognathus meridianus - Wu, 1939
- Acheilognathus microphysa - Yang, Chu and Chen, 1990
- Acheilognathus omeiensis - Shih and Tchang, 1934
- Acheilognathus peihoensis - Fowler, 1910
- Acheilognathus polylepis - Wu in Wu and et al., 1964
- Acheilognathus polyspinus - Holcík, 1972
- Acheilognathus rhombeus - Temminck and Schlegel, 1846
- Acheilognathus signifer - Berg, 1907
- Acheilognathus somjinensis - Kim and Kim, 1991
- Acheilognathus tabira - Jordan and Thompson, 1914
  - Acheilognathus tabira erythropterus - Arai, Fujikawa & Nagata, 2007
  - Acheilognathus tabira jordani - Arai, Fujikawa & Nagata, 2007
  - Acheilognathus tabira nakamurae - Arai, Fujikawa & Nagata, 2007
  - Acheilognathus tabira tabira - Arai, Fujikawa & Nagata, 2007
  - Acheilognathus tabira tohokuensis - Arai, Fujikawa & Nagata, 2007
- Acheilognathus taenianalis - Günther, 1873
- Acheilognathus tonkinensis - Vaillant, 1892
- Acheilognathus yamatsutae - Mori, 1928